# والزلی ده
والزلی ده (Wolseley Ten) خودرویی است که در سال‌های ۱۹۳۹ تا ۱۹۴۸۷۹۷۶ madeتولید شده‌است. طول آن در حالت طبیعی ۱۴۷ اینچ (۳٬۷۰۰ میلیمتر) و عرض آن در حالت طبیعی ۵۷ اینچ (۱٬۴۰۰ میلیمتر) است.
موتور آن ۱۱۴۰ سی‌سی سیستم جعبه‌دندهٔ آن ۴ دنده به صورت دستی است.